# Casmara quadrilatera
Casmara quadrilatera is een vlinder uit de familie van de sikkelmotten (Oecophoridae). De wetenschappelijke naam van de soort is voor het eerst geldig gepubliceerd in 2012 door Shu-xia Wang.

## Type
- holotype: "male. 4.VI.2007. leg. Zhi-wei Zhang & Wei-chun Li. genitalia slide ZL no. 08007"
- instituut: NKUM, Nankai University, Tianjin, China
- typelocatie: "China, Hainan Province, Mt. Jianfengling, 18°26'N, 109°06'E, 940 m"